# Kémia
La kémiaou kamia, de l'arabe : الكمية (littéralement « petite quantité » en arabe dialectal maghrebin) est un assortiment d'amuse-gueules qui se sert au moment de l'apéritif (l'anisette chez les pieds-noirs) ou en accompagnement de boissons alcoolisées sur tous les comptoirs de bistrots algériens et tunisiens.
La kémia s’accompagne à une partie de belotte ou de shkouba.
En Algérie, les mets kémia sont principalement utilisés comme des entrées ou pour accompagner d'autres plats de viande ou de poisson.

## Composition
Elle peut être composée de : 
- tramousses/lupins
- olives[2], piquantes de préférence
- moules à l'escabèche
- cacahuètes
- pistaches
- amandes grillées
- carottes[3] au cumin (zroudia mchermla)
- n'tchouba
- cocas
- calentica
- chakchouka
- sfiria
- merguez
- haricot[2]
- piment[2]
- fenouil[2]
- fève[2]
- kebda mcharmla, foie en sauce dersa
- divers légumes marinés
- glibettes, graines de tournesol ou de courge grillées
- melha ou bnina, graines de lin grillées
- pois chiches[2] grillés, connus sous le nom de torraïcos, mot d'origine espagnole
- foul, des fèves au cumin avec un filet de jus de citron
- pommes de terre à l'harissa
- branches de fenouil
- caracoles (escargots)
- supions au noir (petites seiches cuites dans leur encre)
- autres poissons et fruits de mer, grillés ou frits
- torchi, navets ou autres légumes marinés
- boutargue, œufs de mulet
- kaki, petit morceau de pain sec au gros sel
- différentes salades et sauces comme la salade tunisienne, la salade méchouia, la salade de poulpe tunisienne, l’omek houria, la tastira ou la sauce kerkennienne